# Ulrich Stölzel
Ulrich Stölzel (* 18. Januar 1955 in Zwickau) ist ein deutscher Mediziner, Facharzt für Innere Medizin und Gastroenterologe. Er ist Gründer des größten Porphyrie-Zentrums in Deutschland und seit 2003 Professor an der Universität Leipzig. Ulrich Stölzel ist der Sohn von Marga (geb. Windisch) und Karl Conrad Georg Stölzel.

## Leben und Werk
Stölzel war nach Abschluss der ärztlichen Ausbildung (1980) von 1982 bis 1984 aus politischen Gründen gezwungen, im Meißner Dom als Hilfskraft gotische Figuren zu restaurieren. Von 1980 bis 1989 erhielt Stölzel seine Ausbildung für Innere Medizin an der Medizinischen Akademie in Dresden und der Freien Universität Berlin. Von 1989 bis 1996 war er Oberarzt am Universitätsklinikum der Freien Universität Berlin und von 2001 bis Ende Januar 2021 Chefarzt des Zentrums für Innere Medizin II, des Klinikum Chemnitz. Er habilitierte sich zum Thema Untersuchungen zur Prävalenz, Epidemiologie und pathophysiologischen Bedeutung von Hepatitis Virus Markern und Autoantikörpern bei Porphyria cutanea tarda. Hauptforschungsgebiet sind die Porphyrien. 2004 gründete er das von ihm auch heute noch geleitete Porphyriezentrum am Klinikum Chemnitz. Deutschlandweit ist es das wichtigste klinische Zentrum dieser Art, das sich auf diese seltene Erkrankung spezialisiert hat. International beachtet wurde seine Arbeit zu HFE-Hämochromatosegenen und der Therapie mit Aderlass oder Chloroquin bei Porphyria cutanea tarda. In Kooperation mit Wissenschaftlern der Universität Jena konnte Stölzel bei einer extrem seltenen Photodermatose, der X-chromosomal vererbten Protoporphyrie (XLP) den therapeutischen Effekt von Eisen nachweisen und publizieren. In einer international führenden Gruppe war er beteiligt an den Envision und Explore Studien und der klinischen Zulassung von siRNA (Givosiran) bei akuter Porphyrie. 2020 wurde er zum Gastwissenschaftler an die Charité Berlin berufen, um im Auftrag der Deutschen Gesellschaft für Verdauungs- und Stoffwechselerkrankungem (DGVS) ein Netzwerk für S3-Leilinien „Porphyrie“ zu koordinieren.

## Endoskopie
Stölzel war führend beteiligt an der erstmaligen Entdeckung eines besonderen neuroendokrinen Tumors (Gastrinom mit normalen Serum-Gastrin-Konzentrationen) mit endoskopischem Ultraschall. Unter seiner Leitung hat sein Team weltweit erstmals ein Insulinom in der Bauchspeicheldrüse endoskopisch (also ohne Operation) verödet. Diese Methode wurde in internationale Leitlinien aufgenommen. Er hat weltweit erstmals einen eingeklemmten Stein im Ductus cysticus mit Stosswellen (ohne Operation) erfolgreich entfernt. Die interventionelle Endoskopie wurde unter seiner Leitung zu einem führenden Ausbildungszentrum entwickelt.

## Mitgliedschaften und Funktionen
- Präsident der Sächsischen Gesellschaft für Innere Medizin (2006)
- Präsident der Mitteldeutschen Gesellschaft für Gastroenterologie (2006)
- Mitglied der Sächsischen Akademie für Ärztliche Fort- und Weiterbildung
- Gastwissenschaftler (Schwerpunkt Porphyrien) an der Charité Berlin
- Mitglied im Sachverständigenrat der Sächsischen Landesärztekammer (seit 2023)
- Honorary Member der American Porphyria Expert Collaborative (APEX) (2024)

## Publikationen

### Fachzeitschriften
- Balwani M, Sardh E, Ventura P, Aguilera Perió O, Rees DC, Stölzel U et al.: Phase 3 Trial of RNAi Therapeutic Givosiran for Acute Intermittent Porphyria. In: NEJM. Band 382, 2020, S. 2289–2301, doi:10.1056/NEJMoa1913147.
- Gouya L, Ventura P, Balwani M, Rees D.C., Stölzel U et al.: EXPLORE: A Prospective, Multinational, Natural History Study of Patients with Acute Hepatic Porphyria with Recurrent Attacks. In: Hepatology. Band 71, Nr. 5, 12. September 2019, S. 1546–1558, doi:10.1002/hep.30936.
- Stölzel U, Doss MO, Schuppan D.: Clinical Guide and Update on Porphyrias. In: Gastrojournal. Band 157, Nr. 2, 1. August 2019, S. 365–381, doi:10.1053/j.gastro.2019.04.050 (gastrojournal.org).
- vollständige Liste der Publikationen[13] auf PubMed

### Buchbeiträge
- Stölzel U, Kubisch I, Doss MO: Porphyrien. In: Innere Medizin. 2024, S. 701–704.
- Stölzel U, Stauch T, Lindner U, Doss MO: Akute Porphyrien. In: Marx G et al. (Hrsg.): Die Intensivmedizin, Springer-Verlag Berlin Heidelberg. 2015, S. 913–919.
- Stölzel U, Doss MO: Porphyrias. In: Dancygier H. (Hrsg.): Clinical Hepatology, Principles and Practice of Hepatobiliary Diseases, Vol 2. Springer-Verlag Berlin Heidelberg New York. 2009, S. 1077–92.
- Doss MO, Stölzel U: Krankheiten durch Störungen der Porphyrin- und Hämbiosynthese. In: Gerok W et al. (Hrsg.): Die Innere Medizin: Referenzwerk für den Facharzt, 11. Auflage. Schattauer Stuttgart. 2007, S. 1152–67.
- Stölzel U, Kubisch I, Stauch T, Schuppan D: Disorders of Heme Metabolism. In: Physician’s Guide to the Diagnosis, Treatment, and Follow-Up of Inherited Metabolic Diseases Second Edition, Editors Nenad Blau, Carlo Dionisi Vici, Carlos R. Ferreira, Christine Vianey-Saban, Clara D. M. van Karnebeek Springer Nature Switzerland AG 2022, S. 1115–1128